# Kepler-11
Kepler-11 – żółty karzeł należący do typu widmowego G znajdujący się około 2000 lat świetlnych od Ziemi w gwiazdozbiorze Łabędzia. 2 lutego 2011 ogłoszono odkrycie przy użyciu Teleskopu Keplera, w którego polu widzenia znajduje się Kepler-11, sześciu planet orbitujących wokół gwiazdy. Wszystkie z nich są większe niż Ziemia i znajdują się na bardzo małych orbitach.

## Charakterystyka fizyczna
Kepler-11 jest żółtym karłem typu widmowego G, a więc obiektem zbliżonym pod względem budowy do Słońca. Promień gwiazdy wynosi 1,1 promienia Słońca, zaś masa równa się 0,95 masy gwiazdy Układu Słonecznego. Temperatura na powierzchni wynosi 5680 ± 100 K, zaś wiek Kepler-11 szacuje się na 8 ± 2 miliardów lat. Jest to obiekt o wiele starszy niż Słońce, którego wiek szacuje się na 4,6 miliardów lat.
Obserwowana wielkość gwiazdowa Kepler-11 wynosi 13,7m, nie jest ona widoczna z Ziemi gołym okiem. 

## Układ planetarny

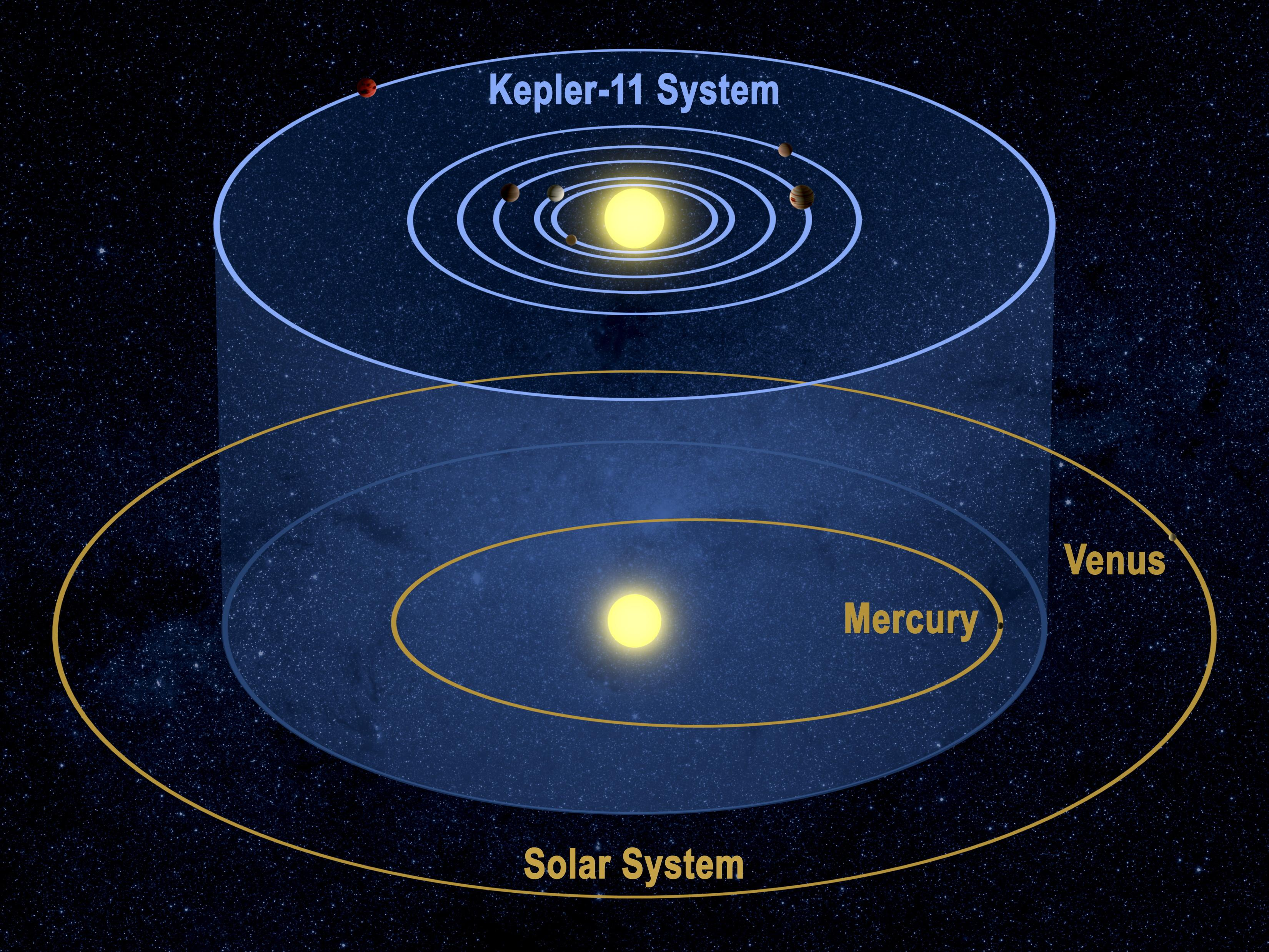
Porównanie systemu Kepler-11 z Układem Słonecznym

Wszystkie planety krążące wokół gwiazdy Kepler-11 są większe od Ziemi, największe mają rozmiary porównywalne do Urana i Neptuna. Najbliższa gwieździe planeta Kepler-11b znajduje się w odległości 0,1 j.a. (0,1 odległości Ziemi od Słońca), kolejne planety to Kepler-11c, Kepler-11d, Kepler-11e, Kepler-11f i Kepler-11g – ta ostatnia znajduje się w odległości ok. 0,5 j.a. od gwiazdy.
Niska gęstość planet b-f wskazuje, że pomimo masy porównywalnej z Ziemią, żadna z nich nie ma podobnego składu; dla planet d, e i być może f odkryto znaczącą wodorową atmosferę, natomiast b i c prawdopodobnie zawierają pokaźne ilości „lodów” (zamrożonych substancji lotnych) i/lub H/He.
| Planeta | Masa (M🜨)         | Promień (RZ) | Gęstość (g/cm³) | Okres (d) | Półoś wielka (j.a.) | Ekscentryczność | Inklinacja (°) | Rok odkrycia |
| b | 4,3 (2,3 – 6,5)   | 1,97 ± 0,19  | 3,1 (1,6 – 5,2) | 10,30375  | 0,091               | 0               | 88,5           | 2011         |
| c | 13,5 (7,4 – 18,3) | 3,15 ± 0,30  | 2,3 (1,2 – 3,6) | 13,02502  | 0,106               | 0               | 89             | 2011         |
| d | 6,1 (4,4 – 9,2)   | 3,43 ± 0,32  | 0,9 (0,6 – 1,4) | 22,68719  | 0,159               | 0               | 89,3           | 2011         |
| e | 8,4 (6,5 – 10,9)  | 4,52 ± 0,43  | 0,5 (0,3 – 0,7) | 31,9959   | 0,194               | 0               | 88,8           | 2011         |
| f | 2,3 (1,1 – 4,5)   | 2,61 ± 0,25  | 0,7 (0,3 – 1,4) | 46,68876  | 0,25                | 0               | 89,4           | 2011         |
| g |                   | 3,66 ± 0,35  |                 | 118,37774 | 0,462               | 0               | 89,8           | 2011         |
| Względne rozmiary i położenie 6 planet Kepler-11 (Gwiazda a (żółta) ma rozmiar proporcjonalny do promieni orbit planet, zaś średnice planet są powiększone 50 razy) |                   |              |                 |           |                     |                 |                |              |